# Límit de velocitat quàntica
En mecànica quàntica, un límit de velocitat quàntica (QSL) és una limitació del temps mínim perquè un sistema quàntic evolucioni entre dos estats distingibles (ortogonals). Els teoremes QSL estan estretament relacionats amb les relacions d'incertesa temps-energia. El 1945, Leonid Mandelstam i Igor Tamm van derivar una relació d'incertesa temps-energia que limita la velocitat de l'evolució en termes de dispersió d'energia. Més de mig segle després, Norman Margolus i Lev Levitin van demostrar que la velocitat de l'evolució no pot superar l'energia mitjana, un resultat conegut com el teorema de Margolus-Levitin. Els sistemes físics realistes en contacte amb un entorn es coneixen com a sistemes quàntics oberts i la seva evolució també està subjecta a QSL. De manera força notable, es va demostrar que els efectes ambientals, com la dinàmica no markoviana, poden accelerar els processos quàntics, que es va verificar en un experiment QED de cavitat.
QSL s'ha utilitzat per explorar els límits de la computació i la complexitat. El 2017, els QSL es van estudiar en un oscil·lador quàntic a alta temperatura. El 2018, es va demostrar que les QSL no es restringeixen al domini quàntic i que es mantenen límits similars en els sistemes clàssics. El 2021, tant els límits de Mandelstam-Tamm com els de Margolus-Levitin QSL es van provar simultàniament en un sol experiment que va indicar que hi ha "dos règims diferents: un on el límit de Mandelstam-Tamm limita l'evolució en tot moment, i un segon, on es produeix un encreuament amb el límit Margolus-Levitin en temps més llargs".

## Definicions prèvies
Els teoremes del límit de velocitat es poden enunciar per als estats purs i per als estats mixtes; prenen una forma més senzilla per als estats purs. Un estat pur arbitrari es pot escriure com una combinació lineal d'estats propis d'energia:
{\displaystyle |\psi \rangle =\sum _{n}c_{n}|E_{n}\rangle .}
La tasca és proporcionar un límit inferior per a l'interval de temps {\displaystyle t_{\perp }} necessària per a l'estat inicial {\displaystyle |\psi \rangle } per evolucionar cap a un estat ortogonal a {\displaystyle |\psi \rangle }. L'evolució temporal d'un estat pur ve donada per l'equació de Schrödinger:{\displaystyle |\psi _{t}\rangle =\sum _{n}c_{n}e^{itE_{n}/\hbar }|E_{n}\rangle .}L'ortogonalitat s'obté quan{\displaystyle \langle \psi _{0}|\psi _{t}\rangle =0}i l'interval de temps mínim {\displaystyle t=t_{\perp }} necessari per aconseguir aquesta condició s'anomena interval d'ortogonalització o temps d'ortogonalització.

## Límit Mandelstam-Tamm
Per als estats purs, el teorema de Mandelstam–Tamm estableix que el temps mínim {\displaystyle t_{\perp }} requerit perquè un estat evolucioni cap a un estat ortogonal està limitat a continuació:
{\displaystyle t_{\perp }\geq {\frac {\pi \hbar }{2\,\delta E}}={\frac {h}{4\,\delta E}}} on
{\displaystyle (\delta E)^{2}=\left\langle \psi |H^{2}|\psi \right\rangle -(\left\langle \psi |H|\psi \right\rangle )^{2}={\frac {1}{2}}\sum _{n,m}|c_{n}|^{2}|c_{m}|^{2}(E_{n}-E_{m})^{2}}

## Límit Margolus-Levitina
Per al cas d'un estat pur, Margolus i Levitin obtenen un límit diferent, això
{\displaystyle \tau _{\perp }\geq {\frac {h}{4\langle E\rangle }},} on {\displaystyle \langle E\rangle } és l'energia mitjana,{\displaystyle \langle E\rangle =E_{\text{avg}}=\langle \psi |H|\psi \rangle =\sum _{n}|c_{n}|^{2}E_{n}.}Aquesta forma s'aplica quan l'hammiltonià no depèn del temps i l'energia de l'estat fonamental es defineix com a zero.

## Límit de Levitina-Toffoli
Un resultat de 2009 de Lev B. Levitin i Tommaso Toffoli afirma que la cota precisa del teorema de Mandelstam–Tamm només s'aconsegueix per a un estat qubit. Aquest és un estat de dos nivells en una superposició igual
{\displaystyle \left|\psi _{q}\right\rangle ={\frac {1}{\sqrt {2}}}\left(\left|E_{0}\right\rangle +e^{i\varphi }\left|E_{1}\right\rangle \right)}
per als estats propis d'energia {\displaystyle E_{0}=0} i {\displaystyle E_{1}=\pm \pi \hbar /\Delta t}. Els estats {\displaystyle \left|E_{0}\right\rangle } i {\displaystyle \left|E_{1}\right\rangle } són únics fins a la degeneració del nivell energètic {\displaystyle E_{1}} i un factor de fase arbitrari {\displaystyle \varphi .} Aquest resultat és agut, ja que aquest estat també satisfà l'enllaç Margolus-Levitin, {\displaystyle E_{\text{avg}}=\delta E} i així {\displaystyle t_{\perp }=\hbar \pi /2E_{\text{avg}}=\hbar \pi /2\delta E.}